# Вандерслеб, Адольф
Иоганн Кристиан Фридрих Адольф Вандерслеб (нем. Johann Christian Friedrich Adolf Wandersleb; 8 января 1810, Вернингсхаузен — 21 октября 1884, Гота) — немецкий композитор и хоровой дирижёр.
Сын органиста. Окончил в Готе учительскую семинарию и в возрасте 28 лет был назначен учителем пения в городскую школу. В 1838—1882 гг. (с коротким перерывом в 1850—1851 гг., проведённых в США) возглавлял Готский лидертафель. В 1845 г. руководил проходившим в Готе Третьим тюрингским певческим фестивалем, на котором присутствовала королева Виктория. С 1871 г. давал в Готе ежегодно три больших хоровых концерта, с 1873 г. руководил также летними концертными программами в новом концертном зале на горе Кранберг.
Автор опер «Рудокопы» (нем. Die Bergknappen) и «Ланваль», многочисленных хоровых композиций и песен. Для своей дочери, виолончелистки Лулу Вандерслеб, написал несколько виолончельных пьес.
В 1887 г. в парке на горе Кранберг в Готе был установлен бюст Вандерслеба, в 2017 г. он был отреставрирован и вновь торжественно открыт.

## Галерея

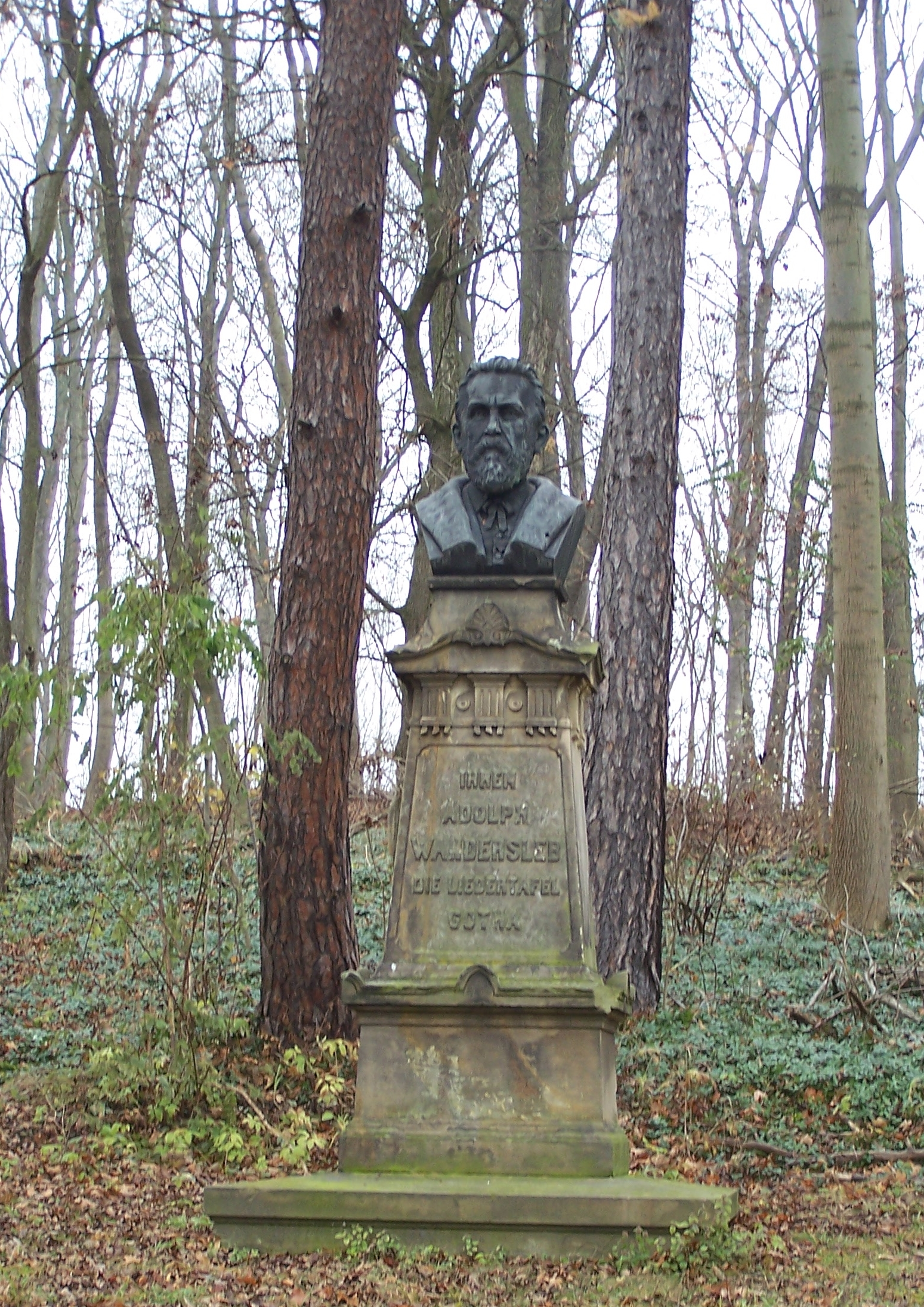
Монумент Вандерслеб-сюр-ла-Монто-Кранберг в Готе.